# The London Metropolitan Orchestra
The London Metropolitan Orchestra ist ein Studioorchester mit Sitz in London, das auf  Arrangements und Aufnahmen von Filmmusik spezialisiert ist. Leiter des Orchesters ist seit seiner Gründung 1994 der Dirigent Andy Brown. Das Orchester hat sowohl mit britischen als auch US-amerikanischen Film- und Fernsehproduzenten (BBC, ITV, Walt Disney Studios) zusammengearbeitet. 
Zu den ersten Filmen, an deren Soundtrack das Orchester beteiligt war, zählen die beiden Oscar-nominierten Filme Don Juan de Marco und Mr. Holland’s Opus, für die Michael Kamen die Musik geschrieben hat.  Außer mit Kamen hat das Orchester mit einer Reihe von renommierten Filmkomponisten zusammengearbeitet, u. a. mit Klaus Badelt, Danny Elfman, Elliot Goldenthal, Mark Isham, Harald Kloser, David Newman, Barrington Pheloung, Basil Poledouris, Ed Shearmur, Howard Shore, Vangelis und Christopher Young, außerdem mit weiteren zeitgenössischen Komponisten wie James Seymour Brett (* 1974), Normand Corbeil, Ilan Eshkeri, Gregor Narholz (* 1969), Atli Örvarsson, Antonio Pinto und Michael Price.

## Filmmusik (Auswahl)
- 1998: Ed Shearmur:  Wings of the Dove. Music from the Miramax Motion Picture, Original Soundtrack; Milan
- 2000: Marc Stone, Barrington Pheloung: The Magic of Inspector Morse, Soundtrack.
- 2001: Vangelis: Mythodea - Music for the NASA Mission: 2001 Mars Odyssey; Sony Music Entertainment
- 2003: Michael Kamen: Band of Brothers, Original Motion Picture Soundtrack; Sony Classical
- 2007: Ilan Eshkeri: Stardust; Music from the Motion Picture; Decca
- 2008: Barrington Pheloung: Lewis. Music from the Series. CD, Album; Parlophone
- 2008: The Crimson Wing: Mystery of the Flamingos, Original Soundtrack. The Cinematic Orchestra & London Metropolitan Orchestra; Walt Disney Records[3]
- 2014: Ilan Eshkeri: Still Alice, Original Motion Picture Soundtrack; Netwerk
- 2015: Ilan Eshkeri: Shaun the Sheep Movie. Originalmusik; Silva Screen
- 2018: Frank Ilfman: Ghost Stories. Original Motion Picture Soundtrack; Varese Sarabande